# Johann Philipp Pfeiffer

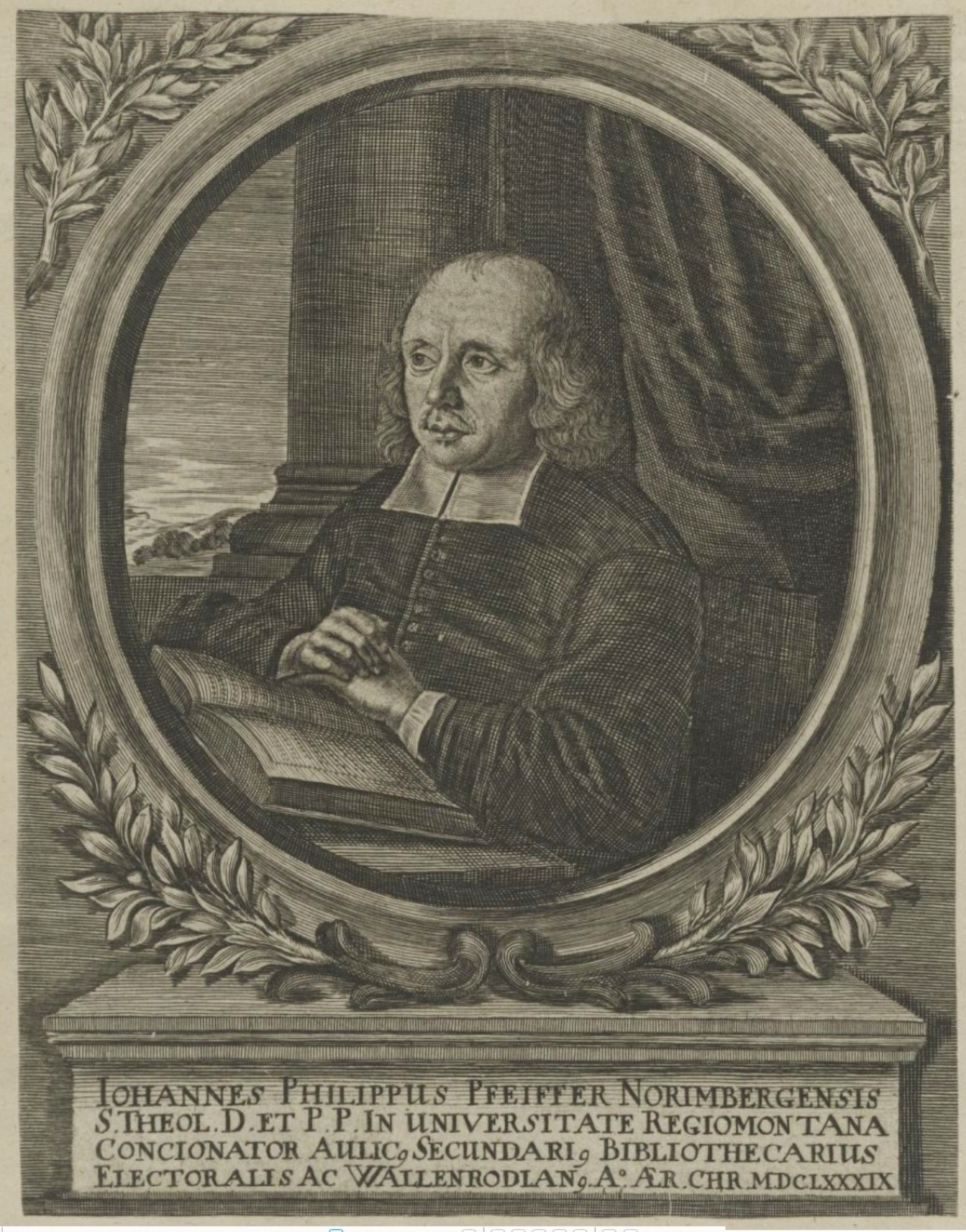
Johann Philipp Pfeiffer (1689)

Johann Philipp Pfeiffer (* 16. Februar 1645 in Nürnberg; † 10. September 1695 in Guttstadt) war ein deutscher Philologe, Bibliothekar und Theologe.

## Leben
Pfeiffer war ein Sohn des Nürnberger Notars und Rats-Secretarius Heinrich Pfeiffer († 1669). Nach dem Besuch des Gymnasiums seiner Heimatstadt begann er seine akademischen Studien 1663 an der Universität Altdorf und setzte sie in Regensburg, Erfurt, Jena, Leipzig, Wittenberg und Helmstedt fort. Er studierte griechische Sprache und Philosophie, Rechtswissenschaft und Theologie, besonders die Kirchenväter. 1665 ging er nach Königsberg, erlangte dort 1666 den Magistergrad und hielt philologische und philosophische Vorlesungen. 1671 erhielt er von Kurfürst Friedrich Wilhelm die Ernennung zum Professor für Griechische Sprache. In dieser Zeit entstand sein Hauptwerk Libri IV antiquitatum graecarum. 1672 heiratete er Dorothea geb. Landenberg († 1689). 1673 wurde er Leiter der Wallenrodtschen Bibliothek. 
1680 ernannte der Kurfürst Pfeiffer auch zum Professor der Theologie, 1685 außerdem zum Hofprediger. Gegen die Lehrstuhlbesetzung opponierten die anderen Professoren der theologischen Fakultät, die Pfeiffers lutherischer Rechtgläubigkeit nicht trauten. Sie verhinderten seinen Amtsantritt vier Jahre lang. Pfeiffers Promotionsdisputation 1685 bot neuen Konfliktstoff. Immer deutlicher zeigte sich seine Neigung zum Katholizismus. Sein Besuch beim Abt des Klosters Oliva 1692 löste einen Sturm der Empörung aus. Bei Tisch äußerte er dort u. a. seine Zustimmung zum Papstprimat, zur katholischen Eucharistielehre und zum Fegefeuer. Zum folgenden Verfahren erstellten Samuel Pufendorf, Philipp Jacob Spener und Franz Julius Lütkens ein gemeinsames Gutachten. 1694 wurde Pfeiffer aller Ämter enthoben.
Pfeiffer folgte einer bereits früher ausgesprochenen Einladung des Bischofs von Ermland Johann Stanislaus Sbaski (1625–1697) nach Heilsberg und wurde dort am 25. Juli 1694 mit seinen beiden Töchtern, seinem späteren Schwiegersohn Christian Helwich und seinem Sohn Christian Richard Pfeiffer in die katholische Kirche aufgenommen. Er begleitete den Bischof, der ihn gern in seiner Umgebung gehalten hätte, zu einem Besuch bei König Johann III. Sobieski in Warschau. Zu dieser Zeit war Pfeiffers Gesundheit bereits geschwächt. Er empfing die niederen Weihen und wurde mit einer Landpfarrpfründe, dann mit einem Kanonikat am Stift Guttstadt ausgestattet. Dort starb er am 10. September 1695.

## Veröffentlichungen (Auswahl)
- Libri IV. antiquitatum graecarum gentilium sacrarum, politicarum, militarium & oeconomicarum. Königsberg und Leipzig 1689 (Digitalisat)
- D. Jo. Phil. Pfeiffers Dissertation vom Zeichen des † H. Creutzes. Ex M[anu]S[crip]to. In: Fortgesetzte Sammlung von Alten und Neuen Theologischen Sachen. Leipzig 1723, S. 880–904

Eine umfassende Bibliografie bietet das Erleuterte Preußen.